# Alexander Stewart Herschel

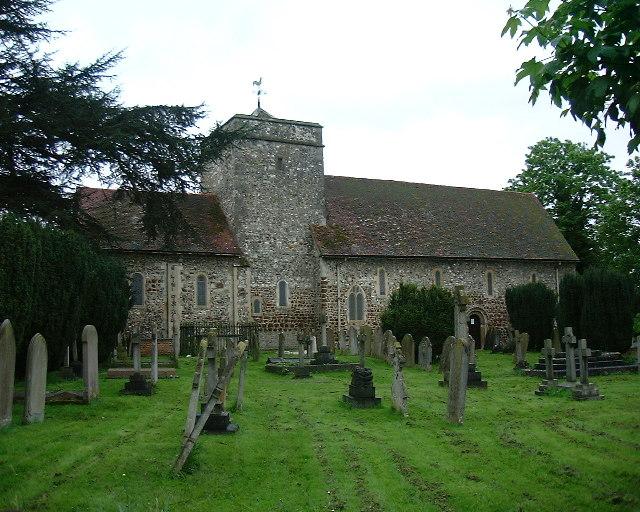
Hřbitov, kde je pohřben Alexander Stewart Herschel a jeho děd William Herschel

Alexander Stewart Herschel (5. února 1836 Feldhausen u Kapského Města, tehdejší Kapská kolonie – 18. června 1907 Slough) byl britský astronom, syn Johna Herschela a vnuk Williama Herschela. I když je znám méně než jeho otec a děda, vykonal průkopnickou práci v oblasti spektroskopického zkoumání meteorů. Také pracoval na identifikaci komet jako zdrojů meteorických dešťů.

## Životopis
Alexandrovi rodiče se do Anglie vrátili, když mu byly dva roky. Základní vzdělání získal na Clapham Grammar School v Londýně, pak začal navštěvovat Trinity College v Cambridge. Tu úspěšně ukončil v roce 1859. V roce 1861 začal studovat meteorologii na Royal School of Mines v Londýně.
V této době se začal zabývat spektroskopickým zkoumáním záření vznikajícího při pádu meteoritů. Pro tento výzkum navrhl speciální spektroskop. Jím zkoumal v létě 1866 meteorický déšť Perseid. Výsledky vydal v říjnu 1866 v publikaci The Intellectual Observer. V listopadu téhož roku podobně zkoumal Leonidy.
V tomto roce také přijal místo profesora fyziky na Andersonian University v Glasgowě. V letech 1871–1886 byl profesorem fyziky na Univerzity of Durham College of Physical Science v Newcastlu.
V roce 1867 se stal členem Královské astronomické společnosti a v roce 1884 členem Královské společnosti v Londýně.
Po odchodu na odpočinek roku 1886 se spolu se svým bratrem Johnem nastěhoval do bydliště svého děda ve Slough. Zde se téměř do své smrti 18. června 1907 zabýval pozorováním meteorů. Pohřben byl v rodinné hrobce v Uptonu, stejně jako jeho děd William Herschel.

## Publikace
- On the secular change of temperature of the air at Greenwich (1865)[3]
- Observations of the August meteors in 1871 (1871)[4]
- Atlas of Charts of the Meteor Tracks contained in the British Association Catalogue of Observations of Luminous Meteors extending over the Years, from 1845 to 1866 (1868)[5]
- Positions of the radiant point of the meteor shower of Nov. 27th, 1872 (1873)[6]